# Isabelle Doval
Pour les articles homonymes, voir Doval.
Isabelle Doval (née Isabelle Pinelli, ou Dinelli) est une actrice, scénariste et réalisatrice française, née le 15 octobre 1962 à Tunis.

## Biographie
Avant d'entreprendre sa carrière de réalisatrice, Isabelle Doval a été danseuse, comédienne et chanteuse pendant 10 ans, dans des pièces de théâtre et notamment dans des comédies musicales comme Cabaret, mise en scène par Jérôme Savary, et Kiss me Kate, mise en scène par Alain Marcel[réf. nécessaire].
Pendant 28 ans, elle a partagé la vie de l'acteur José Garcia, dont elle a pris et gardé le vrai nom, et avec qui elle a eu deux enfants, Laurène et Thelma. Ils ont divorcé en 2021.

## Filmographie

### Actrice
- 1994 : Extrême Limite, épisode 6 (saison 2)
- 1997 : Sous le soleil (saison 3)
- 1998 : H, épisode 18 (saison 1)
- 1998 : Comme une bête de Patrick Schulmann
- 1999 : Comme un poisson hors de l'eau de Hervé Hadmar
- 1999 : Chili con carne de Thomas Gilou
- 2001 : La Vérité si je mens ! 2 de Thomas Gilou
- 2003 : Rire et Châtiment réalisé par elle-même
- 2008 : Un château en Espagne par elle-même
- 2009 : Victor de Thomas Gilou

### Réalisatrice
- 2003 : Rire et Châtiment
- 2008 : Un château en Espagne
- 2013 : Fonzy
- 2016 : Quadras (série télévisée)
- 2018 : Abdel et la Comtesse
- 2021 : Deux Femmes (téléfilm)

### Scénariste et dialoguiste
- 2003 : Rire et Châtiment
- 2008 : Un château en Espagne
- 2013 : Fonzy

## Distinction
- Festival TV de Luchon 2022 : Prix du meilleur réalisateur pour Deux femmes[8]